# Woodfordia uniflora
Woodfordia uniflora är en fackelblomsväxtart som först beskrevs av Achille Richard, och fick sitt nu gällande namn av Emil Bernhard Koehne. Woodfordia uniflora ingår i släktet Woodfordia och familjen fackelblomsväxter. Inga underarter finns listade i Catalogue of Life.